# Yuantong-Tempel (Kunming)

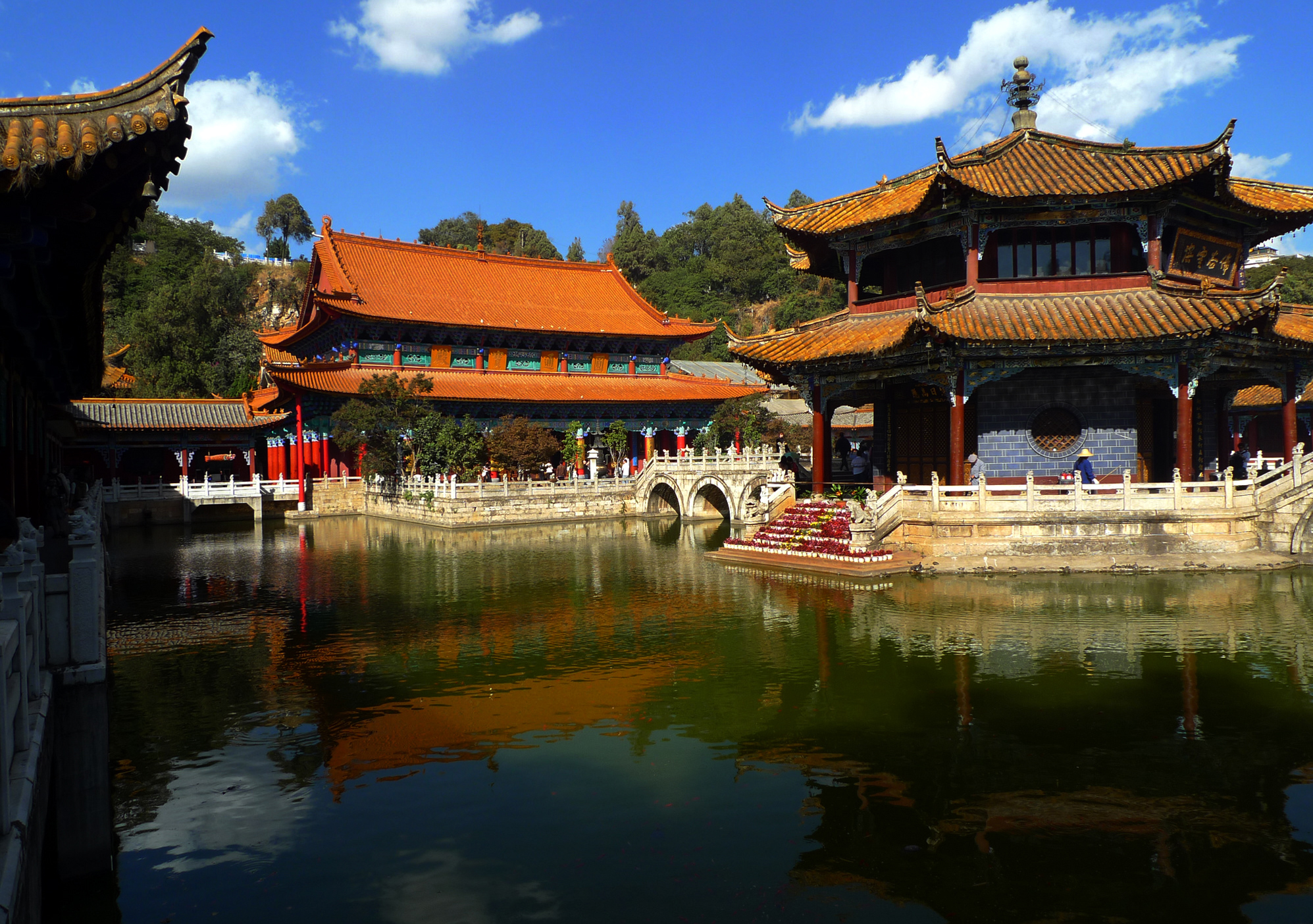

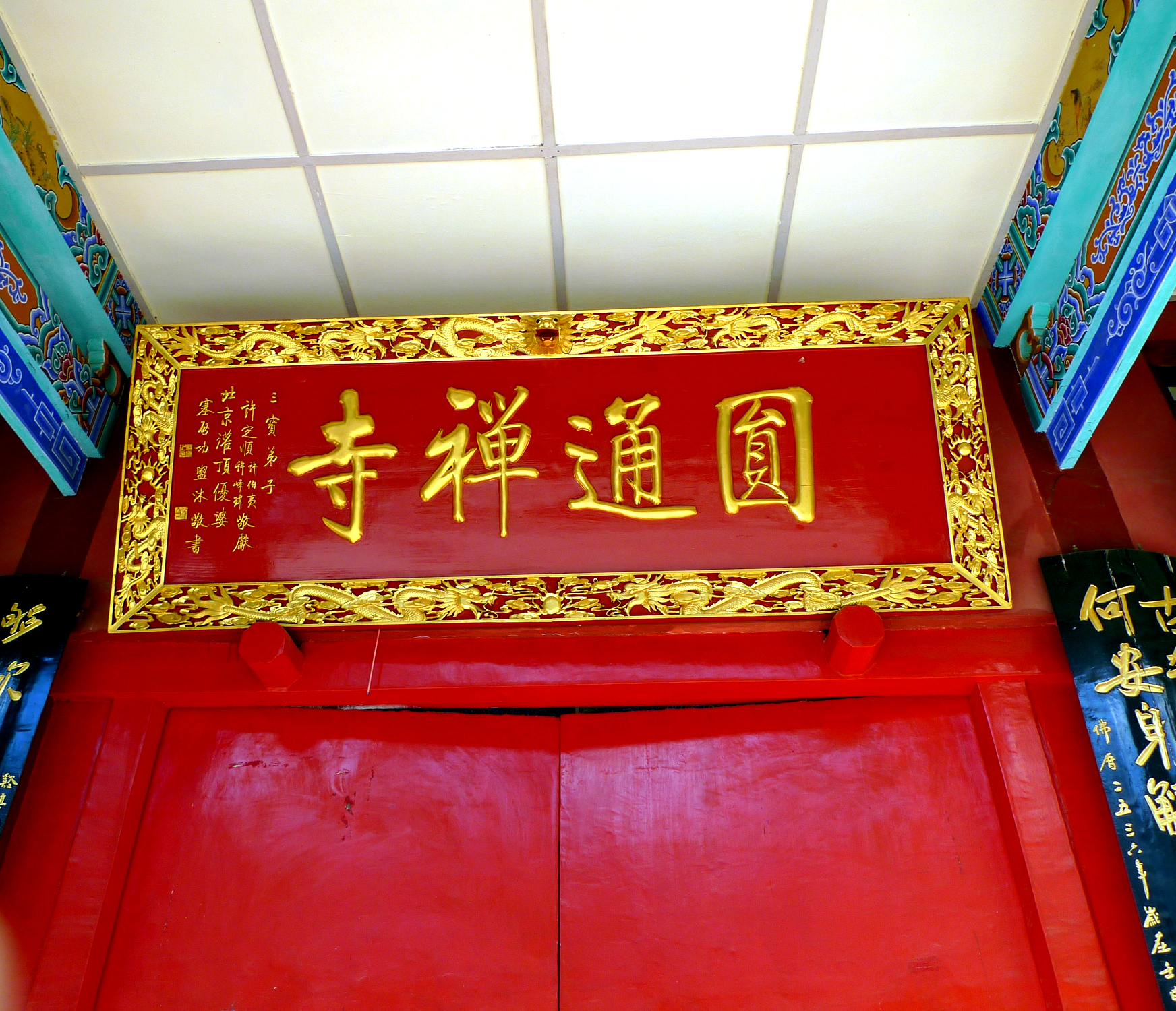

Der Yuantong-Tempel (chin. Yuantong si 圆通寺) ist ein buddhistischer Tempel im Stadtbezirk Wuhua 五华区 von Kunming, der Hauptstadt der südwestchinesischen Provinz Yunnan. Es ist einer der ältesten buddhistischen Tempel Kunmings. Er geht bis auf die Zeit der Tang-Dynastie zurück.
Es ist ein Nationaler Schwerpunkttempel des Buddhismus in han-chinesischen Gebieten.

## Geschichte
Der Tempel wurde erstmals im späten 8. bzw. frühen 9. Jahrhundert erbaut, zur Zeit des Königreichs Nanzhao in der Tang-Dynastie. Nach zwei großen Restaurierungen und Erweiterungen in der Chenghua-Zeit (1465–1487) der Ming-Dynastie und 1686 während der Herrschaft des Kaisers Kangxi in der Qing-Dynastie erhielt der Tempel seine heutige Form mit überdachten Korridoren, Brücken und großen Hallen.

## Architektur
Zu den erhaltenen Gebäuden gehören das Yuantong Wonderful Realm (圆通胜境坊), der achteckige Pavillon (八角亭), die Yuantong Hall (圆通殿) und die Copper Buddha Hall (铜佛殿)

## Yuantong-Halle
Im Norden befindet sich die Yuantong-Haupthalle. Zu beiden Seiten der Halle verlaufen überdachte Korridore neben klaren Teichen. Diese von Wasser umgebene buddhistische Halle ist in China einzigartig. Die Haupthalle ist im Stil der Yuan-Dynastie gehalten. Um die beiden zentralen Säulen in der Halle herum befinden sich zwei riesige Drachen, die während der Ming-Dynastie geschnitzt wurden. Die blauen und gelben Drachen stehen sich gegenüber als wären sie bereit zum Kampf.